# Route nationale 612a
La route nationale 612A, ou RN 612A, est une ancienne route nationale française reliant Thuir à Perpignan.
À la suite de la réforme de 1972, elle a été déclassée en RD 612A.

## Ancien tracé
- Thuir
- Toulouges
- Perpignan